# Підводні човни типу «Вангард»

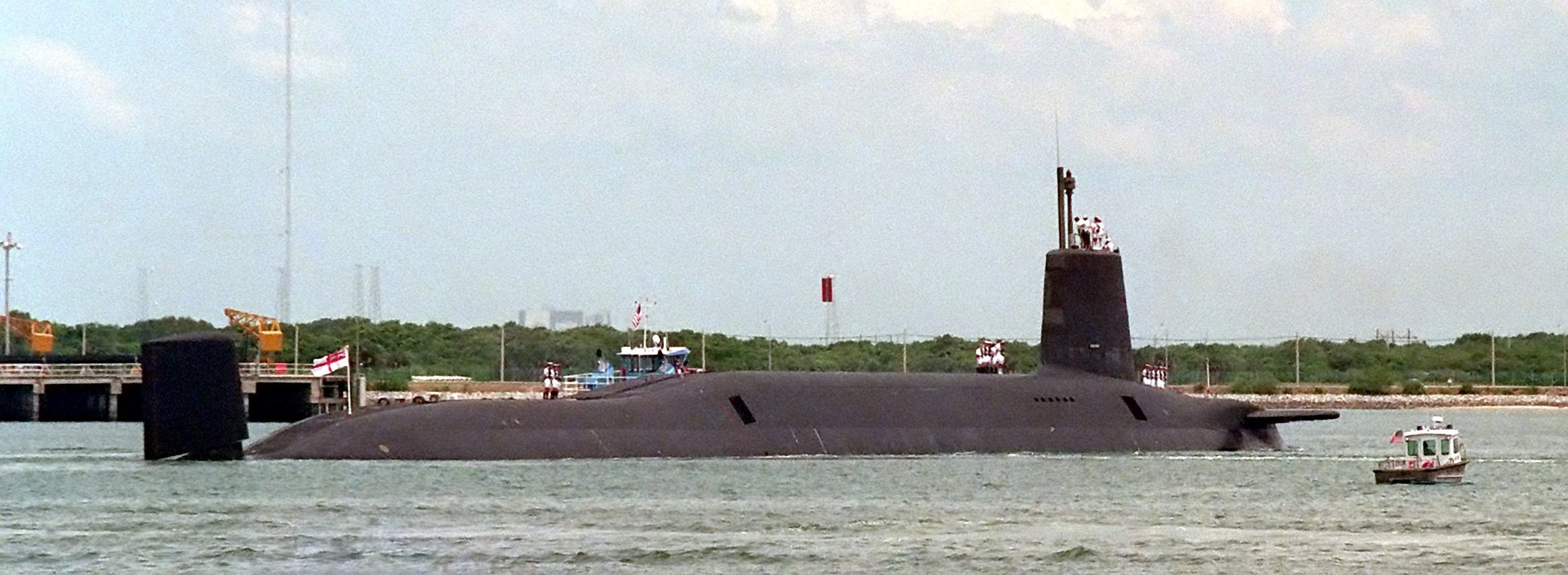

| ПЧАРБ типу «Вангард»       | ПЧАРБ типу «Вангард»                                     | ПЧАРБ типу «Вангард»                                     |
| -------------------------- | -------------------------------------------------------- | -------------------------------------------------------- |
| Vanguard class.            |                                                          |                                                          |
|                            |                                                          |                                                          |
|                            |                                                          |                                                          |
| Під прапором               | Велика Британія                                          | Велика Британія                                          |
| Проєкт                     |                                                          |                                                          |
| Тип ПЧ                     | Підводні човни атомні з ракетами балістичними (ПЧАРБ)    | Підводні човни атомні з ракетами балістичними (ПЧАРБ)    |
| Класифікація НАТО          | SSBN Vanguard                                            | SSBN Vanguard                                            |
| Основні характеристики     |                                                          |                                                          |
| Швидкість (надводна)       | 20 вузлів (37 км/год)                                    | 20 вузлів (37 км/год)                                    |
| Швидкість (підводна)       | 25 вузлів (47 км/год)                                    | 25 вузлів (47 км/год)                                    |
| Робоча глибина занурення   | 280 м                                                    | 280 м                                                    |
| Гранична глибина занурення | 400 м                                                    | 400 м                                                    |
| Автономність плавання      | біля 70 діб                                              | біля 70 діб                                              |
| Екіпаж                     | 135 осіб                                                 | 135 осіб                                                 |
| Розміри                    |                                                          |                                                          |
| Довжина найбільша (по КВЛ) | 149,9 м                                                  | 149,9 м                                                  |
| Ширина корпусу найб.       | 12,8 м                                                   | 12,8 м                                                   |
| Середня осадка (по КВЛ)    | 12 м                                                     | 12 м                                                     |
| Водотоннажність надводна   | 15 300 т.                                                | 15 300 т.                                                |
| Озброєння                  |                                                          |                                                          |
| Торпедно- мінне озброєння  | Носові: 4 ТА калібру 533-мм                              | Носові: 4 ТА калібру 533-мм                              |
| Ракетне озброєння          | 16 шахтних установок для ракет UGM-133A Трайдент II (D5) | 16 шахтних установок для ракет UGM-133A Трайдент II (D5) |
| Зображення на Вікісховищі  |                                                          |                                                          |

«Вангард» (англ. Vanguard) — клас британських атомних ракетних підводних човнів, озброєних ядерними ракетами «Trident». Група таких АПЧ входить до складу 1-го ескадрону підводних човнів, що базується в Faslane (Шотландія). Головний атомний ракетний човен цього класу був введений до складу боєготових кораблів 23 вересня 1993 року.
Підводні човни послідовно виходять на бойове патрулювання протягом усього року. При несенні бойової служби виконуються додаткові завдання, включаючи збір даних гідрографії, опрацювання дослідного устаткування тощо.

## Основні тактико-технічні характеристики
- Розміри: 150 м × 13 м × 12 м
- Водотоннажність: 15 000 т
- Швидкість: 25 вузлів (46 км/год)
- Озброєння: 16 міжконтинентальних балістичних ракет (МБР) Trident II (D5) кожна по 3 боєголовки або 1 малої потужності, 4 ТА (телекеровані торпеди Spearfish або інші)
- Екіпаж: 132 (2 екіпажі).

На човні встановлений один ядерний реактор PWR‑2, що забезпечує роботу турбін двох турбін GEC потужністю 27 500 к. с..
Пуск ракет забезпечується підсистемою викиду, що складається з 16 незалежних установок. Ракетний комплекс ПЧАРБ Vanguard може проводити з глибини 30—40 м як одиночний, так і залповий пуск чотирьох ракет з інтервалом приблизно 20 сек. Система управління ракетною стрільбою дає змогу проводити перенацілювання ракет, що знаходяться в пускових установках.

## Представники
| Назва       | Бортовий номер | Виробник                                     | Закладено           | Спущено на воду      | Введено в експлуатацію | Статус              |
| ----------- | -------------- | -------------------------------------------- | ------------------- | -------------------- | ---------------------- | ------------------- |
| «Вангард»   | S28            | Vickers Shipbuilding and Engineering, Барроу | 3 серпня 1986 року  | 4 березня 1992 року  | 14 серпня 1993 року    | Перебуває на службі |
| «Вікторіос» | S29            | Vickers Shipbuilding and Engineering, Барроу | 3 грудня 1987 року  | 29 вересня 1993 року | 7 січня 1995 року      | Перебуває на службі |
| «Віджілент» | S30            | Vickers Shipbuilding and Engineering, Барроу | 16 лютого 1991 року | 14 жовтня 1995 року  | 2 листопада 1996 року  | Перебуває на службі |
| «Вендженс»  | S31            | Vickers Shipbuilding and Engineering, Барроу | 1 лютого 1993 року  | 19 вересня 1998 року | 27 листопада 1999 року | Перебуває на службі |

## Виноски
1. 1 2 3 4 5 6 7 8 9 10 11 12  Jane's Fighting Ships, 2004—2005. Jane's Information Group Limited. p. 794. ISBN 0-7106-2623-1.